# Eric Koston
 (janvier 2023).
Si vous disposez d'ouvrages ou d'articles de référence ou si vous connaissez des sites web de qualité traitant du thème abordé ici, merci de compléter l'article en donnant les références utiles à sa vérifiabilité et en les liant à la section « Notes et références ».
Eric Koston (né le 29 avril 1975 à Bangkok, en Thaïlande) est un skateur professionnel américain.

## Biographie
Né en Thaïlande, Eric Koston arrive aux États-Unis à l'âge de neuf mois. Ses parents divorcent lorsqu'il a cinq ans. Il grandit à San Bernardino, en Californie. Il commence le skateboard à l'âge de 11 ans et devient professionnel à 18 ans.
Il a longtemps skaté pour la célèbre marque de chaussures éS dont il créa la fameuse "koston 1" ensuite la 2 puis la 3. Ses principaux sponsors sont : Nike SB,, Fourstar, Independent, Numbers, Spitfire wheels et Supreme New York.
Son style très fluide et son aisance sur une grande variété de « spots » (curbs, quarters, handrails, gaps…) font de lui une figure emblématique du skateboard. Il est le skateboarder complet par excellence, capable d'entrer un « flip-trick » en switch (avec les pieds inversés) et d'enchaîner par un grind sur un ledge de cinq mètres.[réf. nécessaire]
Eric Koston est l'inventeur du K-Grind, qui est maintenant connu sous le nom de crooked grind. Il est aussi le premier skater à avoir réussi un « one-foot nosegrind » sur un rail ainsi que d'avoir réussi des tricks spéciaux lors de compétitions tels que des Hang-Ten Nosegrind (cela signifie que l'athlète se colle les deux pieds l'un sur l'autre pendant l'exécution de la glisse) ou encore des Hang-Ten Nose Manual sur des tables de pique-nique.[réf. nécessaire]
Le style très technique de Koston a inspiré énormément de skaters de la nouvelle génération.[réf. nécessaire]
Eric Koston a pu faire son apparition en 2007 dans la dernière vidéo Lakai Fully Flared. Sa « part » a été une des plus plébiscitée de la vidéo[réf. nécessaire]. Mais il a quitté la marque de chaussures Lakai, qui avait sorti la vidéo Fully Flared, pour diverses raisons et rejoint le Team Nike SB en tant que sponso-Shoes. Il fait maintenant partie du team Girl chez qui il a un pro-model. En 2012 sort une vidéo du nom de "Pretty Sweet", c'est la toute dernière vidéo du team Girl[pas clair], en association avec le Team Chocolate mais Eric Koston a une part assez petite dedans. Ce qui est logique car il arrive en fin de carrière.
En février 2016, il a une part dans la vidéo Nike Sb Chronicles Vol. 3.
Avec son ami skateur Guy Mariano ils lancent une nouvelle marque : Numbers Edition.